# Liste der Geotope im Landkreis Ravensburg
Diese sortierbare Liste der Geotope im Landkreis Ravensburg enthält die Geotope im baden-württembergischen Landkreis Ravensburg, die amtlichen Bezeichnungen für Namen und Nummern sowie deren geographische Lage. Die Geotope sind im Geotop-Kataster Baden-Württemberg dokumentiert und umfassen Aufschlüsse von Gesteinen, Böden, Mineralien und Fossilien sowie besondere Landschaftsteile.

## Liste
Im Landkreis sind 80 Geotope (Stand 8. Juli 2021) offiziell vom Landesamt für Geologie, Rohstoffe und Bergbau (LGRB) ausgewiesen:
| Steckbrief Nr. (PDF) | Name                                                                                                  | Geotoptyp          | Gemeinde/Stadt, Gemarkung                 | Koordinaten                                         | Bild | Bemerkungen |
| -------------------- | --- | ------------------ | ----------------------------------------- | --------------------------------------------------- | ---- | --- |
| 3030                 | Prallhang der Argen gegenüber Blumegg ca. 2000 m WNW von Neuravensburg                                | Aufschluss         | Achberg                                   | 47° 38′ 33″ N, 9° 44′ 5,8″ O                        |      | Geologische Einheit: Obere Süßwassermolasse Status: mit geschützt (NSG Argen)                                                   |
| 3031                 | Brunnenholzried NW von Bad Waldsee                                                                    | Moor               | Bad Waldsee Gemarkung Michelwinnaden      | 47° 56′ 54,3″ N, 9° 42′ 45″ O                       |      | Geologische Einheit: ? Status: mit geschützt (NSG Bunnenholzried)                                                               |
| 3032                 | Aufg. Kiesgrube ca. 300 m E der Klosterkirche in Reute                                                | Aufschluss         | Bad Waldsee Gemarkung Reute               | 47° 54′ 8″ N, 9° 42′ 25,9″ O                        |      | Geologische Einheit: Ablagerungen Endmoräne Status: geschützt (Naturdenkmal 3 Stieleichen mit Baum- und Strauchbestand)         |
| 3033                 | Aufg. Kiesgrube W der Straße Bad Waldsee-Bad Schussenried                                             | Aufschluss         | Bad Waldsee                               | 47° 57′ 6,4″ N, 9° 41′ 39,7″ O                      |      | Geologische Einheit: Ablagerungen Endmoräne Status: geschützt (Naturdenkmal Elchenreuter Kiesweiher)                            |
| 3034                 | Toteisloch im Wald 750 m ENE von Molpertshaus                                                         | Toteisloch         | Bad Wurzach Gemarkung Eintürnen           | 47° 52′ 33,5″ N, 9° 49′ 42,6″ O                     |      | Geologische Einheit: Ablagerungen Endmoräne Status: geschützt (Naturdenkmal Toteisloch im Rohrer Gemeindewald)                  |
| 3035                 | Wurzacher Ried NW von Bad Wurzach                                                                     | Moor               | Bad Wurzach Gemarkung Haidgau             | 47° 55′ 29,1″ N, 9° 52′ 55,6″ O                     |      | Geologische Einheit: ? Status: mit geschützt (NSG Wurzacher Ried)                                                               |
| 3036                 | Aufg. Kiesgrube Entenmoos ca. 250 m N von Truliz                                                      | Aufschluss         | Bad Wurzach Gemarkung Unterschwarzach     | 47° 57′ 49,3″ N, 9° 55′ 39,5″ O                     |      | Geologische Einheit: Ablagerungen Endmoräne Status: geschützt (Naturdenkmal Baum- u. Buschbestand i.d. ehem. Kiesgrube Trulilz) |
| 3037                 | Aufg. Kiesgrube am W Ortsausgang von Ziegelbach                                                       | Aufschluss         | Bad Wurzach Gemarkung Ziegelbach          | 47° 53′ 25,5″ N, 9° 51′ 26,9″ O                     |      | Geologische Einheit: Ablagerungen Endmoräne Status: geschützt (Naturdenkmal Kiesgrube nördl. Ziegelbach)                        |
| 3038                 | Erratischer Block am südl. Straßenrand der Straße Eintürnen-Arnach                                    | Findling           | Bad Wurzach Gemarkung Ziegelbach          | 47° 51′ 16,4″ N, 9° 51′ 53,6″ O                     |      | Geologische Einheit: Hornblendeschiefer Status: geschützt (Naturdenkmal Findlingsblock)                                         |
| 3039                 | Erratischer Block unmittelbar S der Straße Baienfurt-Bergatreute 450 m E von Stöckis                  | Findling           | Baindt                                    | 47° 50′ 10,2″ N, 9° 41′ 15,3″ O                     |      | Geologische Einheit: Gneis Status: geschützt (Naturdenkmal Findling)                                                            |
| 3040                 | Wasserfall im Aichachertobel zwischen Dietenhofen und Weiler                                          | Wasserfall         | Berg                                      | 47° 50′ 36,5″ N, 9° 35′ 0,5″ O                      |      | Geologische Einheit: Pleistozäne Schotter Obere Süßwassermolasse Status: geschützt (Naturdenkmal Wasserfall im Aicherstobel)    |
| 3041                 | Drumlin Lindenbühl am NW Ortsrand, 150 m NNW der Kirche                                               | Drumlin            | Bodnegg                                   | 47° 42′ 43,3″ N, 9° 41′ 23,8″ O                     |      | Geologische Einheit: ? Status: geschützt (Naturdenkmal Drumlin "Lindenbühl")                                                    |
| 3042                 | Drumlin an der B 32 Ravensburg-Amtzell beim Kammerhof                                                 | Drumlin            | Bodnegg                                   | 47° 43′ 32,9″ N, 9° 42′ 58,1″ O                     |      | Geologische Einheit: ? Status: geschützt (Naturdenkmal Drumlin "Kammerhof")                                                     |
| 3043                 | Toteissenke Groppacher See an der Straße nach Mattenhaus 1000 m SW von Ebenweiler                     | Toteissenke        | Ebenweiler                                | 47° 53′ 27,8″ N, 9° 30′ 20,8″ O                     |      | Geologische Einheit: ? Status: geschützt (Naturdenkmal Groppacher See)                                                          |
| 3044                 | Toteissenke Naßsee ca. 1200 m ESE von Ebenweiler                                                      | Toteissenke        | Ebenweiler                                | 47° 53′ 49,8″ N, 9° 31′ 47,7″ O                     |      | Geologische Einheit: ? Status: geschützt (Naturdenkmal Nass-See)                                                                |
| 3045                 | Dornacher Ried N von Fronreute                                                                        | Moor               | Fronreute Gemarkung Blitzenreute          | 47° 52′ 54″ N, 9° 35′ 28,6″ O                       |      | Geologische Einheit: ? Status: mit geschützt (NSG Dornacher Ried mit Häckler Ried, Häckler Weiher und Buchsee)                  |
| 3046                 | Erratischer Block Großer Stein im Wald N der B 32 Ravensburg-Amtzell                                  | Findling           | Grünkraut                                 | 47° 44′ 35,9″ N, 9° 41′ 9″ O                        |      | Geologische Einheit: Gneis Status: geschützt (Naturdenkmal Findling)                                                            |
| 3047                 | Drumlin unmittelbar NE von Wallenhaus, 1200 m SE von Atzenweiler                                      | Drumlin            | Grünkraut                                 | 47° 44′ 14,2″ N, 9° 40′ 37,1″ O                     |      | Geologische Einheit: ? Status: geschützt (Naturdenkmal Drumlin bei Wallenhaus)                                                  |
| 3048                 | Kleiner Ursee ca. 1800 m NNE von Isny-Beuren                                                          | Landschaftselement | Isny im Allgäu Gemarkung Beuren           | 47° 45′ 24,6″ N, 10° 1′ 24″ O                       |      | Geologische Einheit: ? Status: mit geschützt (NSG Taufach- und Fetzachmoos mit Urseen)                                          |
| 3049                 | Großer Ursee 1300 m NE von Isny-Beuren                                                                | Landschaftselement | Isny im Allgäu Gemarkung Beuren           | 47° 45′ 7,8″ N, 10° 1′ 27″ O                        |      | Geologische Einheit: ? Status: mit geschützt (NSG Taufach- und Fetzachmoos mit Urseen)                                          |
| 3050                 | Bodenmöser W von Isny mit Rotmoos                                                                     | Moor               | Isny im Allgäu Gemarkung Neutrauchburg    | 47° 41′ 55,8″ N, 10° 0′ 41,5″ O                     |      | Geologische Einheit: ? Status: mit geschützt (NSG Bodenmöser)                                                                   |
| 3051                 | Gründlenried                                                                                          | Moor               | Kißlegg                                   | 47° 49′ 16,5″ N, 9° 53′ 37,4″ O                     |      | Geologische Einheit: ? Status: mit geschützt (NSG Gründlenried - Rötseemoos)                                                    |
| 3052                 | Erratischer Block Heiliger Stein auf einem Endmoränenhügel ENE von Waltershofen                       | Findling           | Kißlegg Gemarkung Waltershofen            | 47° 45′ 44,7″ N, 9° 56′ 21,8″ O                     |      | Geologische Einheit: Gneis Status: geschützt (Naturdenkmal Findling "Heiliger Stein")                                           |
| 3053                 | Toteisloch etwa 50 m E der Kreisstraße Dettishofen-Waltershofen                                       | Toteisloch         | Kißlegg Gemarkung Waltershofen            | 47° 45′ 17,3″ N, 9° 54′ 42,9″ O                     |      | Geologische Einheit: ? Status: geschützt (Naturdenkmal Toteisloch SW Waltershofen)                                              |
| 3054                 | Aufg. Steinbruch am Moritzberg bei der Kapelle SW von Königseggwald                                   | Aufschluss         | Königseggwald                             | 47° 55′ 28,9″ N, 9° 24′ 49,6″ O                     |      | Geologische Einheit: Nagelfluh Status: geschützt (Naturdenkmal Steinbruch "Moritzhöhe")                                         |
| 3055                 | Toteissenke Enzlesmühle zw. alter und neuer Straße Gebrazhofen-Waltershofen S von Gebrazhofen         | Toteissenke        | Leutkirch im Allgäu Gemarkung Gebrazhofen | 47° 46′ 48,3″ N, 9° 56′ 47″ O                       |      | Geologische Einheit: ? Status: geschützt (Naturdenkmal Kleiner See südwestl. Gebrazhofen)                                       |
| 3056                 | Toteisloch im Enkenhofer Wald 1200 m E von Uttenhofen                                                 | Toteisloch         | Leutkirch im Allgäu Gemarkung Gebrazhofen | 47° 45′ 7,9″ N, 9° 58′ 45,2″ O                      |      | Geologische Einheit: ? Status: geschützt (Naturdenkmal Feuchtgebiet Enkenhofer Wald)                                            |
| 3057                 | Wasserfall im Schmalegger Tobel ca. 1100 m WNW von Schmalegg                                          | Wasserfall         | Ravensburg Gemarkung Schmalegg            | 47° 48′ 30″ N, 9° 31′ 44,9″ O                       |      | Geologische Einheit: Obere Süßwassermolasse Status: geschützt (Naturdenkmal Wasserfall des Buttermühlenbaches)                  |
| 3058                 | Prallhang im Schmalegger Tobel NE vom Jägerhaus ca. 600 m NW von Schmalegg                            | Aufschluss         | Ravensburg Gemarkung Schmalegg            | 47° 48′ 26,8″ N, 9° 32′ 13,3″ O                     |      | Geologische Einheit: Obere Süßwassermolasse Status: mit geschützt (NSG Schmalegger und Rinkenburger Tobel)                      |
| 3059                 | Drumlin Sauterbühl in der NE-Verlängerung des Schlosshügels von Waldburg                              | Drumlin            | Waldburg                                  | 47° 45′ 36″ N, 9° 42′ 47,8″ O                       |      | Geologische Einheit: ? Status: geschützt (Naturdenkmal Drumlin "Sutterbühl")                                                    |
| 3060                 | Erratische Blöcke im Wald ca. 500 m WSW von Schloss Waldburg                                          | Findlinge          | Waldburg                                  | 47° 45′ 25,8″ N, 9° 42′ 17,9″ O                     |      | Geologische Einheit: Gneis Status: geschützt (Naturdenkmal 3 Findlinge aus Gneis)                                               |
| 3061                 | Drumlin Kohlhaus an der östl. Ortsausfahrt von Waldburg in Richtung Vogt                              | Drumlin            | Waldburg                                  | 47° 45′ 24,6″ N, 9° 42′ 59,6″ O                     |      | Geologische Einheit: ? Status: geschützt (Naturdenkmal Drumlin "Kohlenberg")                                                    |
| 3062                 | Toteisloch Sausenwind N des Verbindungswegs Waldburg-Edensbach-Vogt W von Ershaus                     | Toteisloch         | Waldburg                                  | 47° 45′ 36″ N, 9° 44′ 30″ O                         |      | Geologische Einheit: ? Status: geschützt (Naturdenkmal Toteisloch bei Höhe 661,8)                                               |
| 3063                 | Toteisloch Rotenburg 350 m NNW der Kapelle von Hannober                                               | Toteisloch         | Waldburg                                  | 47° 45′ 3,4″ N, 9° 44′ 17,1″ O                      |      | Geologische Einheit: ? Status: geschützt (Naturdenkmal Abflusslose Senke bei Höhe 661,8)                                        |
| 3064                 | Toteisloch W von Rotenburg                                                                            | Toteisloch         | Waldburg                                  | 47° 44′ 59,8″ N, 9° 44′ 19″ O                       |      | Geologische Einheit: ? Status: geschützt (Naturdenkmal Baurenmühlenweiher)                                                      |
| 3065                 | Toteisloch Dorfweiher in Egg                                                                          | Toteisloch         | Waldburg                                  | 47° 44′ 31,3″ N, 9° 41′ 50,2″ O                     |      | Geologische Einheit: ? Status: geschützt (Naturdenkmal Dorfweiher Egg)                                                          |
| 3066                 | Aufg. Kiesgrube Badstuben W der Straße Schlier-Waldburg ca. 750 m NNW von Waldburg                    | Aufschluss         | Waldburg                                  | 47° 45′ 50,6″ N , 9° 42′ 33,6″ O 47.764069 9.709322 |      | Geologische Einheit: ? Status: geschützt (Naturdenkmal Ehem. Kiesgrube Badstuben)                                               |
| 3067                 | Quellmoor Epplings rechts der Oberen Argen ca. 400 m ESE von Epplings bei Wangen                      | Moor               | Wangen im Allgäu Gemarkung Deuchelried    | 47° 40′ 35,9″ N, 9° 52′ 6,5″ O                      |      | Geologische Einheit: ? Status: mit geschützt (NSG Hangquellmoor Epplings)                                                       |
| 3068                 | Gießenbachbecken und Gießenmoos NE von Gießen                                                         | Landschaftselement | Wangen im Allgäu Gemarkung Deuchelried    | 47° 40′ 48,3″ N, 9° 53′ 19,1″ O                     |      | Geologische Einheit: ? Status: mit geschützt (NSG Gießenmoos (2 Teilgebiete))                                                   |
| 3069                 | Aufg. Kiesgrube ca. 1700 m NNE von Esenhausen                                                         | Aufschluss         | Wilhelmsdorf Gemarkung Esenhausen         | 47° 52′ 41,9″ N, 9° 27′ 30,5″ O                     |      | Geologische Einheit: Schotter Würm-Kaltzeit Status: geschützt (Naturdenkmal Kiesgrube Nassachhof)                               |
| 3070                 | Pfrunger Ried N von Pfrungen und von Wilhelmsdorf                                                     | Moor               | Wilhelmsdorf Gemarkung Pfrungen           | 47° 53′ 29,3″ N, 9° 24′ 0,6″ O                      |      | Geologische Einheit: ? Status: mit geschützt (NSG Pfrunger-Burgweiler Ried)                                                     |
| 3071                 | Aufg. Steinbruch und Sinterterrasse Weißenbronn am unteren Talhang zur Wolfegger Ach                  | Aufschluss         | Wolfegg                                   | 47° 49′ 53,9″ N, 9° 45′ 38,6″ O                     |      | Geologische Einheit: Kalktuff Status: mit geschützt (NSG Tuffsteinbruch Weissenbronnen)                                         |
| 3072                 | Aufg. Steinbruch am unt. Talhang zur Wolfegger Ach ca. 1000 m WNW von Berg                            | Aufschluss         | Wolfegg                                   | 47° 49′ 53,5″ N, 9° 45′ 46,3″ O                     |      | Geologische Einheit: Kalktuff Status: mit geschützt (NSG Tuffsteinbruch Weissenbronnen)                                         |
| 3073                 | Schreckensee W der B 32 zwischen Fronreute und Saulgau                                                | Landschaftselement | Wolpertswende                             | 47° 53′ 22,3″ N, 9° 33′ 51,6″ O                     |      | Geologische Einheit: ? Status: mit geschützt (NSG Schreckensee)                                                                 |
| 3074                 | Argen-Prallhang und Böschungsaufschluss im "Flauner Sack" am linken Argenufer N von Achberg           | Aufschluss         | Achberg                                   | 47° 38′ 5,8″ N, 9° 43′ 12,8″ O                      |      | Geologische Einheit: Oberer Muschelkalk                                                                                         |
| 3075                 | Aufg. Steinbruch am Waldrand 1000 m NNE von Treherz                                                   | Aufschluss         | Aitrach                                   | 47° 56′ 37,1″ N, 10° 3′ 16″ O                       |      | Geologische Einheit: Nagelfluh                                                                                                  |
| 3076                 | Aufg. Steinbruch in der Straßenkehre bei der Ruine Marstetten                                         | Aufschluss         | Aitrach                                   | 47° 56′ 47,3″ N, 10° 4′ 40,6″ O                     |      | Geologische Einheit: Nagelfluh                                                                                                  |
| 3077                 | Aufg. Kiesgrube an der Straßenkreuzung 300 m E von Treherz                                            | Aufschluss         | Aitrach                                   | 47° 56′ 3,9″ N, 10° 3′ 1,9″ O                       |      | Geologische Einheit: Nagelfluh                                                                                                  |
| 3078                 | Kiesgrube SW von Grenis                                                                               | Aufschluss         | Amtzell                                   | 47° 44′ 41,4″ N, 9° 45′ 47″ O                       |      | Geologische Einheit: Endmoränenschotter                                                                                         |
| 3079                 | Argen-Prallhang bei Neideck                                                                           | Aufschluss         | Argenbühl Gemarkung Christazhofen         | 47° 44′ 4,7″ N, 9° 58′ 56″ O                        |      | Geologische Einheit: Obere Süßwassermolasse                                                                                     |
| 3080                 | Schichtstufe und Wasserfall Osterwaldreute des Marktobelbachs                                         | Wasserfall         | Argenbühl Gemarkung Eglofs                | 47° 39′ 58,7″ N, 9° 58′ 35,6″ O                     |      | Geologische Einheit: Nagelfluh                                                                                                  |
| 3081                 | Hangböschung zur Oberen Argen im Wald ca. 300 m NW von Malaichen                                      | Aufschluss         | Argenbühl Gemarkung Eglofs                | 47° 39′ 20,2″ N, 9° 58′ 2,8″ O                      |      | Geologische Einheit: Nagelfluh                                                                                                  |
| 3082                 | Steinacher Ried W von Bad Waldsee                                                                     | Moor               | Aulendorf Gemarkung Tannhausen            | 47° 55′ 49,5″ N, 9° 42′ 53,8″ O                     |      | Geologische Einheit: ? |
| 3083                 | Aufg. Kiesgrube Unteres Holz im Waldrand 2500 m SW von Mühlhausen                                     | Aufschluss         | Bad Waldsee Gemarkung Haisterkirch        | 47° 57′ 32,7″ N, 9° 48′ 1,3″ O                      |      | Geologische Einheit: Nagelfluh                                                                                                  |
| 3084                 | Aufg. Kiesgrube am S-Hang eines Endmoränenhügels N und E von Reute                                    | Aufschluss         | Bad Waldsee Gemarkung Reute               | 47° 54′ 35,9″ N, 9° 42′ 18,1″ O                     |      | Geologische Einheit: Ablagerungen Endmoräne                                                                                     |
| 3085                 | Erratischer Block im Tannenbühlwald ca. 2300 m SE der Ortsmitte von Bad Waldsee                       | Findling           | Bad Waldsee                               | 47° 54′ 32,7″ N, 9° 46′ 56,6″ O                     |      | Geologische Einheit: ? |
| 3086                 | Aufg. Kiesgrube am E-Hang zum Sendener Bach 900 m ESE von Hauerz                                      | Aufschluss         | Bad Wurzach Gemarkung Hauerz              | 47° 56′ 37,2″ N, 9° 59′ 25,2″ O                     |      | Geologische Einheit: Schotter Haslach-Kaltzeit                                                                                  |
| 3087                 | Aufg. Kiesgrube am Tobelbach bei P. 706,2 ca. 3200 WNW von Altmannshofen                              | Aufschluss         | Bad Wurzach Gemarkung Seibranz            | 47° 53′ 35,5″ N, 10° 0′ 14,2″ O                     |      | Geologische Einheit: Schotter Günz-Kaltzeit                                                                                     |
| 3088                 | Tobel des Köpfinger Bachs ca. 800 m E von Baienfurt (Kirche)                                          | Tobel              | Baienfurt                                 | 47° 49′ 30,2″ N, 9° 39′ 50,7″ O                     |      | Geologische Einheit: Obere Süßwassermolasse                                                                                     |
| 3089                 | Südl. Böschung zur Wolfegger Ach bei der Mündung des Gambachs 400 m W von Bolanden                    | Aufschluss         | Bergatreute                               | 47° 50′ 48,2″ N, 9° 43′ 18,7″ O                     |      | Geologische Einheit: Obere Süßwassermolasse                                                                                     |
| 3090                 | Aufg. Kiesgrube Klosterweiher im Wald 2000 m SW von Bergatreute                                       | Aufschluss         | Bergatreute                               | 47° 50′ 4″ N, 9° 43′ 48,7″ O                        |      | Geologische Einheit: Ablagerungen Würm-Kaltzeit                                                                                 |
| 3091                 | Aufg. Kiesgrube ca. 1000 m E von Ebenweiler                                                           | Aufschluss         | Ebenweiler                                | 47° 54′ 14,2″ N, 9° 31′ 42,2″ O                     |      | Geologische Einheit: Endmoräne Würm-Kaltzeit                                                                                    |
| 3092                 | Schwarzer Grat E von Isny                                                                             | Landschaftselement | Isny im Allgäu Gemarkung Großholzleute    | 47° 41′ 31,6″ N, 10° 7′ 32,1″ O                     |      | Geologische Einheit: Obere Süßwassermolasse                                                                                     |
| 3093                 | Iberger Kugel im südlichsten Landeszipfel von Baden-Württemberg ca. 4800 m SSE von Isny               | Landschaftselement | Isny im Allgäu Gemarkung Großholzleute    | 47° 38′ 21,9″ N, 10° 4′ 37,9″ O                     |      | Geologische Einheit: Obere Süßwassermolasse                                                                                     |
| 3094                 | Schleifertobel ca. 1700 m E von Ratzenhofen                                                           | Tobel              | Isny im Allgäu Gemarkung Neutrauchburg    | 47° 42′ 31,7″ N, 10° 5′ 30,1″ O                     |      | Geologische Einheit: Obere Süßwassermolasse                                                                                     |
| 3095                 | Prallhang der Argen bei Neutrauchburg                                                                 | Aufschluss         | Isny im Allgäu Gemarkung Neutrauchburg    | 47° 42′ 40,4″ N, 10° 0′ 54,4″ O                     |      | Geologische Einheit: Obere Süßwassermolasse                                                                                     |
| 3096                 | Schwemmkegel bei Rohrdorf                                                                             | Schwemmkegel       | Isny im Allgäu Gemarkung Rohrdorf         | 47° 43′ 30,9″ N, 10° 4′ 32,8″ O                     |      | Geologische Einheit: Obere Süßwassermolasse                                                                                     |
| 3097                 | Os zwischen Waltershofen und Gebrazhofen                                                              | Os                 | Kißlegg Gemarkung Waltershofen            | 47° 45′ 39″ N, 9° 54′ 40,9″ O                       |      | Geologische Einheit: Schmelzwassersedimente                                                                                     |
| 3098                 | Aufg. Kiesgrube Enzlesmühle W der alten Straße Gebrazhofen-Waltershofen ca. 1200 m SW von Gebrazhofen | Aufschluss         | Leutkirch im Allgäu Gemarkung Gebrazhofen | 47° 46′ 44,5″ N, 9° 56′ 34,9″ O                     |      | Geologische Einheit: Ablagerungen Würm-Kaltzeit                                                                                 |
| 3099                 | Aufg. Kiesgrube ca. 600 m ESE von Herlazkofen                                                         | Aufschluss         | Leutkirch im Allgäu Gemarkung Herlazkofen | 47° 47′ 25,2″ N, 10° 1′ 11,9″ O                     |      | Geologische Einheit: Endmoräne Würm-Kaltzeit                                                                                    |
| 3100                 | Aufg. Kiesgrube Schloßberg ca. 450 m SE von Grünenbach am östl. Talrand der Eschach                   | Aufschluss         | Leutkirch im Allgäu Gemarkung Herlazkofen | 47° 47′ 35,9″ N, 10° 3′ 26,7″ O                     |      | Geologische Einheit: Endmoräne Riß-Kaltzeit                                                                                     |
| 3101                 | Prallhang der Unteren Argen NW von Dengeltshofen                                                      | Aufschluss         | Leutkirch im Allgäu Gemarkung Herlazkofen | 47° 42′ 39″ N, 10° 1′ 6,4″ O                        |      | Geologische Einheit: Obere Süßwassermolasse                                                                                     |
| 3102                 | Kiesgrube bei Kögel zwischen Liebenau und Grünkraut                                                   | Aufschluss         | Ravensburg Gemarkung Eschach              | 47° 43′ 42,7″ N, 9° 38′ 15,1″ O                     |      | Geologische Einheit: Schmelzwassersedimente                                                                                     |
| 3103                 | Aufg. Kiesgrube Knollengraben N der Straße Ravensburg-Wangen                                          | Aufschluss         | Ravensburg                                | 47° 45′ 45,9″ N, 9° 37′ 45,4″ O                     |      | Geologische Einheit: Schmelzwassersedimente                                                                                     |
| 3104                 | Hottenlochtobel ca. 1200 m N der Ortsmitte von Oberzell                                               | Tobel              | Ravensburg Gemarkung Taldorf              | 47° 45′ 37,2″ N, 9° 34′ 15,4″ O                     |      | Geologische Einheit: Obere Süßwassermolasse                                                                                     |
| 3105                 | Toteisloch S der Verbindungsstraße Unterankenreute-Oberankenreute                                     | Toteisloch         | Schlier                                   | 47° 47′ 45,5″ N, 9° 42′ 2,9″ O                      |      | Geologische Einheit: ? |
| 3106                 | Aufg. Kiesgrube ca. 600 m E von Wetzisreute                                                           | Aufschluss         | Schlier                                   | 47° 46′ 42,5″ N, 9° 42′ 24,7″ O                     |      | Geologische Einheit: Schotter Würm-Kaltzeit                                                                                     |
| 3107                 | Kiesgrube bei Edenhaus                                                                                | Aufschluss         | Wangen im Allgäu Gemarkung Karsee         | 47° 43′ 47″ N, 9° 48′ 7,8″ O                        |      | Geologische Einheit: Schmelzwassersedimente                                                                                     |
| 3108                 | Prallhang der Haslach Lochmühle                                                                       | Aufschluss         | Wangen im Allgäu Gemarkung Schomburg      | 47° 39′ 59,5″ N, 9° 44′ 16,6″ O                     |      | Geologische Einheit: Schotter Würm-Kaltzeit                                                                                     |
| 3109                 | Prallhang der Wolfegger Ach ca. 400 m W von Neutann                                                   | Aufschluss         | Wolfegg                                   | 47° 50′ 8,8″ N, 9° 46′ 30,3″ O                      |      | Geologische Einheit: Obere Süßwassermolasse                                                                                     |